# Mechanical Horse
| Scammell             | Scammell                             |
| -------------------- | ------------------------------------ |
|                      |                                      |
| Mechanical Horse     |                                      |
| Hersteller:          | Scammell Lorries Limited             |
| Produktionszeitraum: | 1934 bis 1968                        |
| Fahrzeugart:         | Zugmaschine                          |
| Motoren:             | Ottomotoren: 1,1–2,0 Liter           |
| Nutzlast:            | 3 bis 6 tn. l. (3050 kg bis 6100 kg) |
| Nachfolgemodelle:    | Scammell Scarab, Scammell Townsman   |

Mechanical Horse (deutsch: „mechanisches Pferd“) ist der Name eines dreirädrigen Lastwagens des britischen Herstellers Scammell.
In der Geschichte des Transportwesens Großbritanniens gilt er als Meilenstein bei der allmählichen Ablösung der Pferdefuhrwerke durch motorisierte Zugfahrzeuge.
In prinzipiell unveränderter Technik wurde er von 1934 bis 1968 gebaut.

## Geschichte
Bis zur Mitte des 20. Jahrhunderts erfolgte eine Vielzahl von Landtransporten nach wie vor durch von Zugtieren gezogene Fuhrwerke.
Auch die Eisenbahn-Gesellschaften setzten für den kurzen Transport vom Bahnhof zum Kunden Pferdefuhrwerke ein.
Von Nachteil waren dabei die hohen Betriebs- und Personalkosten (Fütterung der Pferde, auch wenn sie nicht gebraucht werden) sowie der Pflege- und Platzbedarf der Tiere.
Während der von Hand durchgeführten, zeitintensiven Verladung am Umschlagplatz waren die Pferde meist nicht mit dem Fuhrwerk verbunden (entkoppelt).
Das damit verbundene, ständige An- und Abkoppeln der Tiere auch für nur kurzes Rangieren auf den Betriebshöfen war wegen der Handhabung des Geschirrs mühsam und erforderte für den Umgang mit Pferden geschultes Personal.
Als störend und zunehmend nicht mehr hinnehmbar wurden auch die von den Zugtieren verursachten Verunreinigungen empfunden.
Die britische Eisenbahngesellschaft London and North Eastern Railway nahm Anfang der 30er Jahre mit dem renommierten Motorenhersteller Napier & Son Kontakt auf, um die Entwicklung eines motorisierten Zugfahrzeuges mit einem leicht und schnell zu entkoppelndem Anhänger zu fördern.
Ziel war es, die Pferde zu ersetzen, jedoch keine regulären Lastkraftwagen zu verwenden, um beim Warenumschlag die Flexibilität der bewährten Anhänger zu wahren.
Der daraufhin von der Napier Company erstellte Entwurf eines dreirädrigen Zugfahrzeuges wurde 1933 von Scammell Lorries Ltd erworben und unter Leitung des Ingenieurs Oliver Danson North weiterentwickelt und zur Produktionsreife gebracht.
1934 begann die Produktion unter dem adäquaten Namen Mechanical Horse.

### Technik
Das Fahrzeug war sehr einfach und robust konstruiert:
Als Fahrgestell wurde ein Zentralrohrrahmen aus Stahl gewählt, auf dem eine Fahrerkabine aus Holz aufgebaut wurde.
Als Türen dienten bei den ersten Modellen mit Leinwand bespannte Keilrahmen.
Das Besondere an der Fahrzeugtechnik waren das um 360 Grad steuerbare, einzelne Vorderrad sowie das ebenfalls vollständig drehbare Kupplungsmodul. Mechanisch betrachtet gewann man so zwei nahezu im Vollwinkel drehbare Angelpunkte.
Diese bis dahin einzigartige Konstruktion ermöglichte es das Gespann auf einem kleineren Raum zu wenden, als es seiner Gesamtlänge entsprach. Selbst unmittelbar vor einem Hindernis (etwa einer Hauswand oder eingekeilt in einer Parklücke) konnte es noch problemlos rangiert werden.
Der Mechanical Horse wurde in zwei Varianten angeboten: Wahlweise als Dreitonner oder als Sechstonner; gemeint war dabei die gezogene Nutzlast (Angaben in Britischen Tonnen).
Die Motorisierung bestand aus einem hauseigenen Scammell-Ottomotor mit Seitenventilen mit 1125 cm³ (für den Dreitonner) und 2043 cm³ (für den Sechstonner). Dieser Motor war einseitig links von der Kabine versetzt eingebaut, was in bestimmten Fahrpositionen zu Stabilitäts- und Gleichgewichtsunsicherheiten des Fahrzeuges führen konnte.
Die Höchstgeschwindigkeit betrug 20 mph (rund 30 km/h) und wurde als ausreichend bewertet, zumal sie die Geschwindigkeit der Pferdefuhrwerke bei weitem übertraf.

### Neu entwickeltes Kupplungssystem
Eine technische Innovation stellte die Verbindung zwischen Zugfahrzeug und Anhänger dar. Diese neuentwickelte Konstruktion erlaubte es, das Zugfahrzeug soweit rückwärts an den Anhänger heranzufahren, bis dieser automatisch, also ohne Aussteigen des Fahrers, angekoppelt wurde:
Am Heck des Zugfahrzeuges befanden sich zwei über das Fahrzeug hinausragende, stählerne Schienen.
Der Anhänger war an der Unterseite mit einem dreh- und klappbarem Untergestell ausgestattet.
Beim rückwärtigen Heranfahren des Zugfahrzeuges an den Anhänger stieß der Mechanical Horse auf dieses Untergestell.
Die Schienen nahmen das nun einknickende Untergestell auf und leiteten es beim weiteren Rückwärtsfahren auf das Zugfahrzeug.
In der Mitte dieses Gestells befanden sich zwei Rollen, die diesen Vorgang zielgenau unterstützten.
Das Fahrzeug fuhr soweit heran, bis das Anschlussstück des Anhängers (ähnlich einer Öse) auf einen stählernen Haken des Fahrzeuges traf und dort sicher einrastete.
Ein zweiter, unterer Kupplungshaken diente der Sicherheit: Er fing bei einem versehentlichen, falschen Ankuppeln das Anschlussstück auf und verhinderte ein Abrutschen des Anhängers auf die Straße.
Der Kupplungsvorgang war damit abgeschlossen und das Gespann fahrbereit.
Der Fahrer brauchte vor dem Losfahren nur noch die Feststellbremse des Anhängers lösen.
Mit diesem Kupplungssystem gilt der Mechanical Horse als einer der einfachen Vorläufer moderner Sattelzüge.
Dieses System wurde auch von anderen Herstellern, auch für vierrädrige Zugfahrzeuge, übernommen, unter anderem von den Unternehmen Thornycroft, FAR, Karrier und Jensen Motors.

### Einsatzbereiche

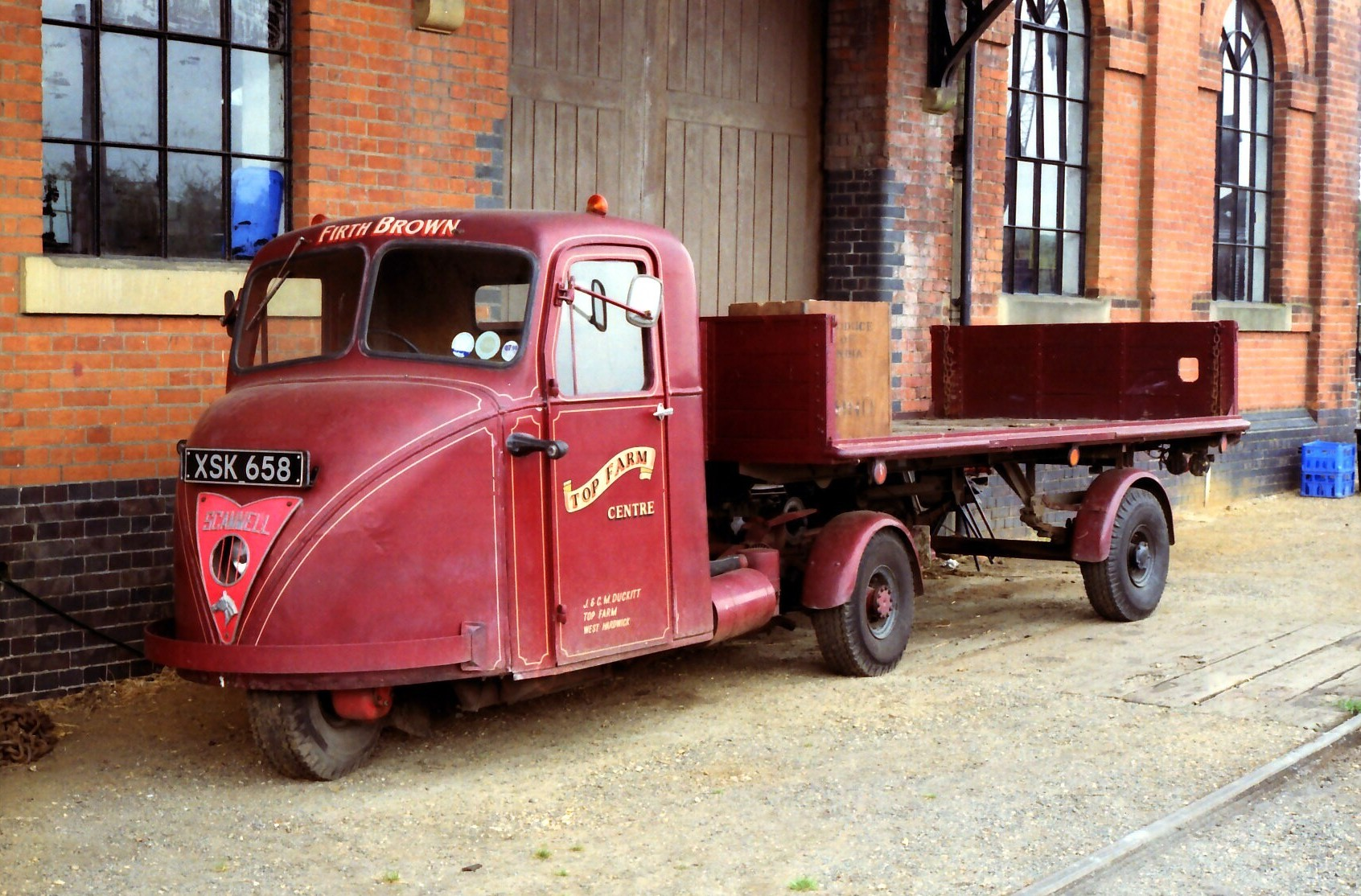
Scammell Scarab

Das Fahrzeug wurde zunächst von Eisenbahngesellschaften genutzt.
Dabei gewann es allgemeine Aufmerksamkeit und wurde schon bald von einer Vielzahl anderer Unternehmen erworben.
Vor allem Brauereien schätzten den wendigen Mechanical Horse zum Ersatz der Pferdefuhrwerke, selbst Brauereien in Übersee orderten dieses Fahrzeug.
In Indien fand das Gespann als Müllwagen Verwendung.
Die große Beliebtheit des Fahrzeuges führte dazu, dass das Unternehmen in Großbritannien spezialisierte Verkaufsstellen nur für diesen Typ einrichtete. Während der bis Ende der 30er Jahre nachwirkenden Weltwirtschaftskrise war es vor allem dieser einfach konstruierte Lastwagen, der das Überleben des Scammell-Unternehmens in wirtschaftlich schwieriger Zeit ermöglichte.
Die britischen Luftstreitkräfte setzten das Fahrzeug auf Flugplätzen ein, z. B. zum Transport kleiner Kraftstoffanhänger, die Kriegsmarine auch auf Flugzeugträgern, wie der Ark Royal.
In den beengten Platzverhältnissen dieses Schiffstyps erwies sich die Wendigkeit des Mechanical Horse als besonders vorteilhaft.
Insgesamt wurden während des Zweiten Weltkrieges 676 Mechanical Horse von den britischen Streitkräften erworben.
Die besondere Manövrierfähigkeit machte das dreirädrige Fahrzeug auch bei Feuerwehren beliebt. Insbesondere in den in der Mitte des 20. Jahrhunderts üblichen Mietskasernen mit engen Innenhöfen waren sie den größeren Feuerwehrfahrzeugen gegenüber im Vorteil.
Nach dem Bau des Dartford Crossing im Jahr 1963, dem ersten Tunnel unter der Themse, wurden Abschleppwagen benötigt, die bei Notfällen in den engen, nur 21 Fuß (rund 6,4 Meter) breiten Tunnel-Fahrstreifen mitsamt einem abgeschleppten Fahrzeug wenden konnten. Als Lösung wurde auf Scammell Scarabs zurückgegriffen, die an jeder Seite des Tunnels stationiert wurden.
In Deutschland und Österreich wurde das Fahrzeug nicht angeboten.

## Scammell Scarab 1948–1967

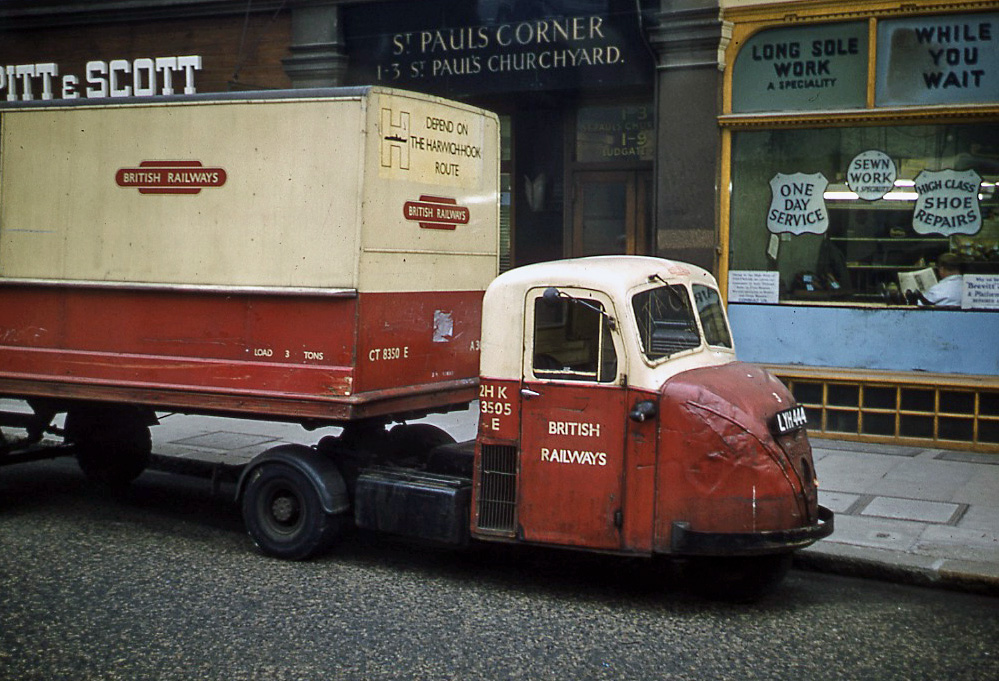
Scammell Scarab der British Railways in London 1962

1948, nach einer Produktion von 14.000 Fahrzeugen, wurde der Mechanical Horse vom  Scammell Scarab abgelöst.
Der Scarab behielt die wesentlichen Elemente, hatte aber einen Scammell-2.090-cm³-Seitenventil-Ottomotor sowohl in der Drei-Tonnen- als auch der Sechs-Tonnen-Nutzlast-Version. Er wurde nun auch mit Dieselmotor von Perkins angeboten. Die Fahrerkabine war aus Stahl und runder gestaltet. Der Motor wurde nun tiefer und zentraler montiert, wodurch sowohl größere Stabilität des Fahrzeuges als auch mehr Platz und weniger Lärm in der Fahrerkabine erreicht wurden.

## Scammell Townsman 1967–1968

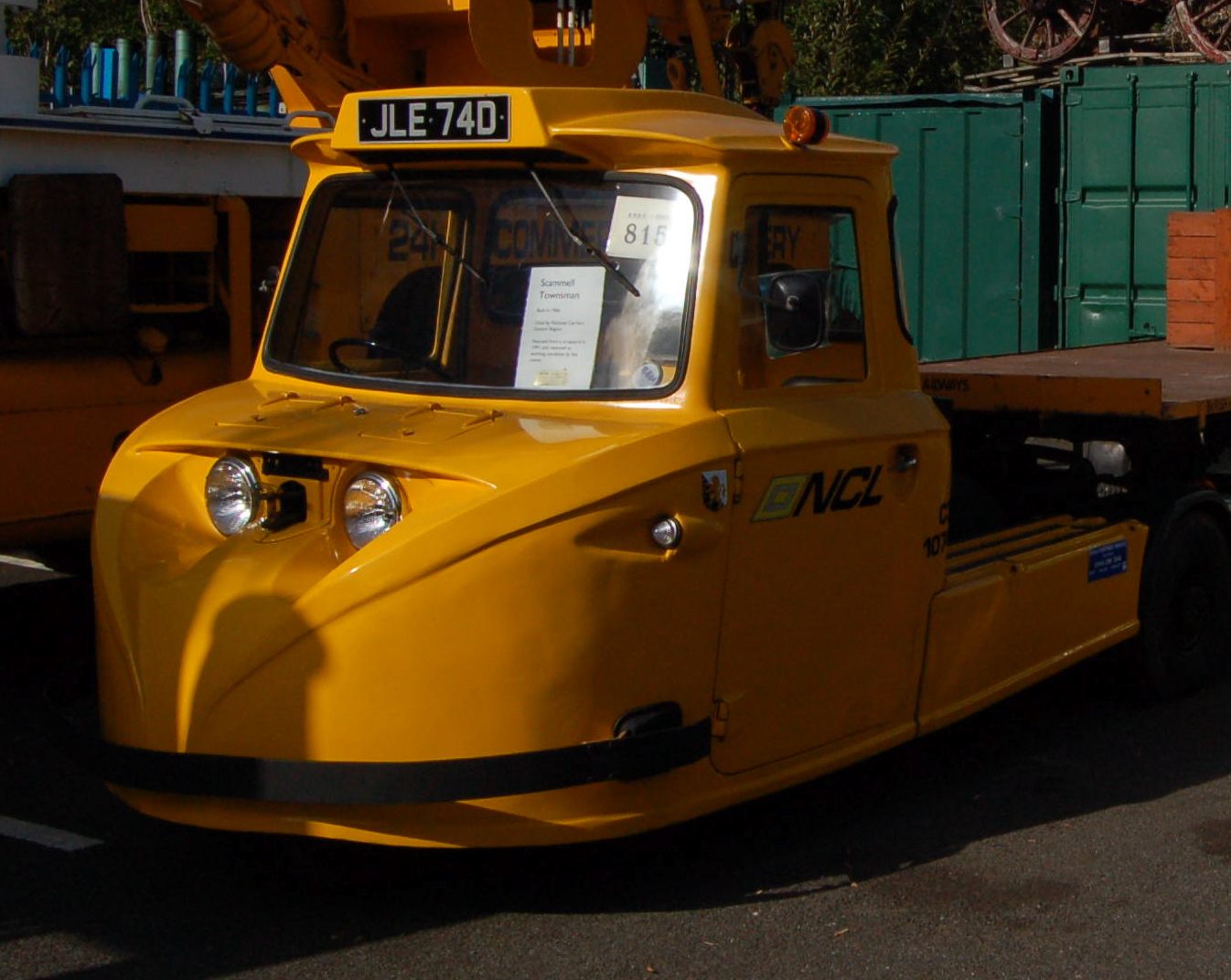
Scammell Townsman aus dem Jahr 1966

Der Scarab wurde 1967 vom Scammell Townsman abgelöst. Für die Sechs-Tonnen-Version wurde kein Ersatzmodell geschaffen, da auf dem Markt leistungsstärkere Zugfahrzeuge anderer Hersteller angeboten wurden.
Auch beim Townsman folgte Scammell dem Konzept des Mechanical Horse. Motor und Getriebe wurden jedoch in einem kleinen Vorbau vor der Fahrerkabine eingebaut. Sie bestand aus glasfaserverstärktem Kunststoff und war futuristisch gestaltet. Dabei griff der Hersteller auf Erfahrungen zurück, die er bei anderen aus diesem Material gefertigten Lkw-Kabinen gesammelt hatte. Jene waren meist vom Automobildesigner Michelotti entworfen worden. Für den Townsman nutzte Scammell vakuumunterstützte hydraulisch betätigte Bremsen. Eine Schwäche der Vorgängerversionen blieb aber erhalten: Da es technisch nur mit erheblichem Aufwand erreichbar schien, das einzelne, zudem im Vollkreis drehbare Vorderrad zu bremsen, ohne die Stabilität des Fahrzeuges zu riskieren, wurden bei allen Ausführungen des Mechanical Horse nur die Räder der Hinterachse gebremst. Obwohl die gleiche automatische Anhängerkupplungfunktion verwendet wurde, hatte diese nun einen vakuumbetriebenen Auslösemechanismus anstatt des Handhebels der früheren Modellen. Scammell wurde in den 50er Jahren von Leyland Motors übernommen. Daher wurden in den Townsman stärkere Leyland-Motoren eingebaut. Hiermit konnte auch eine Erhöhung der Geschwindigkeit erreicht werden (50 mph). Trotz zahlreicher Verbesserungen gegenüber dem Scarab wurde der Townsman fast nur von British Rail und Royal Mail geordert, weswegen man die Produktion Ende 1968 einstellte.

## Produktion im Ausland
Ab 1937 wurde eine Lizenz an das französische Unternehmen FAR vergeben, welches dem Automobilhersteller Chenard & Walcker angeschlossen war.
Diese französische Version verwendete dabei unter anderem auch den Motor des Citroën Traction Avant und wurde unter den Namen cheval mécanique und Poney Mécanique vermarktet. Dort wurde das Fahrzeug noch bis 1970 produziert.

## Ende der Produktion
Ende der 1960er Jahre führten eine anspruchsvollere Gesetzgebung zur Verbesserung der Sicherheit von Nutzfahrzeugen (vor allem hinsichtlich des Bremsverhaltens), die technische Weiterentwicklung im Lastwagenbau allgemein sowie die nachlassende Akzeptanz von dreirädrigen Fahrzeugen bei den Kunden zu einer sinkenden Nachfrage.
1968 endete die Produktion nach 35 Jahren. In dieser Zeit wurden insgesamt rund 30.000 Zugfahrzeuge aller Versionen sowie rund 100.000 Anhänger gebaut.

## Historisches Fahrzeug

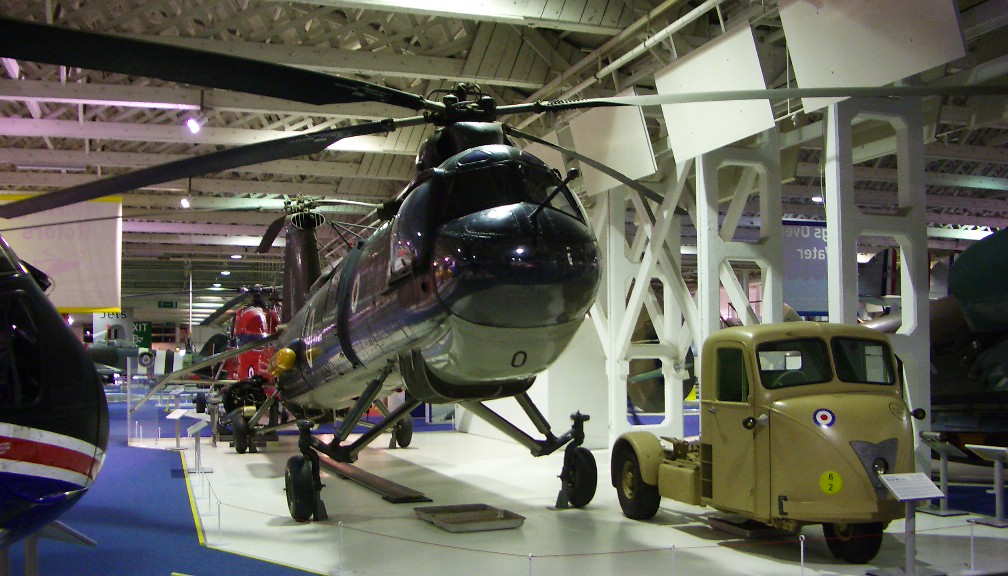
Scammell Scarab im Royal Air Force Museum (London) an der Seite eines Hubschraubers

Nach verschiedenen Quellen blieben bis heute rund 30 Mechanical Horse, 60 Scarabs sowie 30 Townsman als Oldtimer erhalten.
Diese Fahrzeuge befinden sich bei Liebhabern historischer Nutzfahrzeuge oder in Museen, wie z. B. dem Royal Air Force Museum in London, dem STEAM – Museum of the Great Western Railway in Swindon (England) oder dem British Commercial Vehicle Museum in Leyland, Lancashire, (England).

## Spielzeug
Der Mechanical Horse wurde von vielen namhaften Modellauto-Herstellern Großbritanniens als Spielzeug nachgebaut.
Bereits 1934 wurde von Dinky Toys eine erste Version angeboten.
Die Firma Lesney Products & Co. Ltd, bekannt für die Produktion von Matchbox-Modellautos, hatte zwischen 1955 und 1961 den Scarab im Spielzeugprogramm.
Das Modell, das seinerzeit nur wenige Shilling gekostet hatte, wird heute in Sammlerkatalogen in sehr gut erhaltener Ausführung mit bis zu 125 US-Dollar bewertet.
Mit dem Ende der Produktion des Mechanical Horse endete zunächst auch die Herstellung entsprechender Modellautos.
In den 90er Jahren startete der britische Hersteller Corgi Toys unter dem Namen Trackside eine Modellauto-Serie historischer Nutzfahrzeuge, darunter verschiedene Versionen des Mechanical Horse.
Aufbauend auf diese Modelle haben sich in England Sammlerclubs gebildet, die historische Szenen des Modells in Dioramen nachstellen.
Eine aktuelle Neubelebung findet der Mechanical Horse in dem seit 2008 vom japanischen Hersteller Tomy Co. Ltd angebotenen Holzspielzeug der Marke Thomas Wooden Railways.
Dabei wird der Mechanical Horse als ein Fahrzeug namens Madge mit eigenen menschlichen Charakterzügen dargestellt.
Diese für Kinder im Vorschulalter gedachte Holzeisenbahn basiert auf den in Deutschland unter dem Namen Thomas, die kleine Lokomotive vermarkteten Geschichten, die auch im Fernsehprogramm und als Kinofilm im Zuge der Verkaufsförderung verbreitet werden.